# Orange County Drum & Percussion

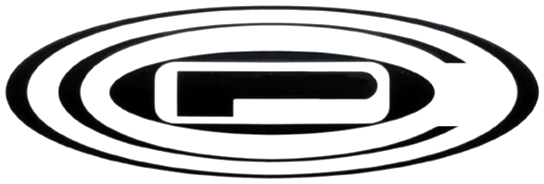
Logo d'OCDP.

Orange County Drum & Percussion, plus souvent appelée OCDP est une marque de lutherie de batteries, c'est-à-dire que cette marque fabrique des batteries sur mesure. La marque propose une grande largeur de choix, que ce soit dans le choix des coloris, la taille et la profondeur des fûts et les options.

## Possibilités de personnalisation
La liste des coloris et finitions possibles est quasi infinie du fait que n'importe quel motif graphique peut être apposé sur les fûts.
Les fûts des toms et grosses caisses sont constitués de six plis de lamellé-collé de bois. Le choix des matériaux utilisés pour les fûts des caisses claires est plus large, avec de 6 à 40 plis pour le bois, des métaux et composites divers, des fûts cloisonnés contenant une caisse de résonance interne, etc. Métal, plexiglas, et bois de toutes sortes peuvent être utilisés de différentes façons, les caisses claires pouvant être construites en combinant différentes techniques. Il est donc possible de faire fabriquer une caisse-claire cloisonnée, utilisant deux matériaux ou encore, d'associer les deux.
Le corps des fûts peut être façonné très librement. Le diamètre va de 6 à 16 pouces pour les caisses claires et de 6 à 20 pouces pour les toms. Celle des grosses caisses peut, elle, varier de 16 à 36 pouces. La profondeur des fûts est, elle, configurable « à l'envi », selon le site officiel de la marque.
Les options disponibles pour la création d'un kit ou d'une caisse claire sont nombreuses : fûts d'abord, puis type et couleur de l'accastillage, couleur et forme des coquilles, personnalisation des plaques.
OCDP est la marque de prédilection de batteurs tels que Travis Barker, Jon Wysocki ou encore Ray Luzier.